# 満福寺 (養父市)
満福寺（まんぷくじ）は兵庫県養父市にある真言宗の仏教寺院。山号は新宮山（しんぐうさん）、院号は本浄院（ほんじょういん）、新宮山 本浄院 満福寺と号する。本尊は千手観音。但馬の高野山と称される。

## 歴史
伝承によれば、天平年間（729年-749年）に、行基が但馬国を訪れて、この地に寺院を建立したという。その後、弘仁年間（810年-824年）に、空海（弘法大師）が来錫し、綜藝種智院の教義に則り真言密教の道場を開いたとされる。
しかし地名が「十二所（江戸時代は十二所村）」とあることからも、かつては「熊野十二所権現」が奉られ、中世に但馬における熊野信仰の一拠点として開基された可能性があり、現在も本尊の安置されている観音堂の横に「熊野権現」が奉られている。
天正年間に、豊臣秀吉の但馬侵攻で兵火に遭い伽藍が焼失するまでは、十七坊を有する大寺院であったとされる。江戸期には学徳兼備で但馬の弘法大師と呼ばれた弘元上人が住職を務め、幕末には、のちに但馬聖人と称される池田草庵が、幼少のころ修行した寺院としても知られる。現在は周辺に遊歩道なども整備されている。

## 所蔵文書
- 『新宮山大蔵書』約3000冊
- 『新宮山満福寺田地付帳』文明18年（1486年）
- 『新宮山満福寺記』弘鳳上人識、弘化2年（1845年）4月18日
- 『中院流傳授目録併聞書・弘補』弘元上人筆

## 境内
- 古墳（5世紀）- 本浄院観音堂の真下部分
- 仁王門
- 本堂：（客殿）嘉永元年（1848年）焼失 - 嘉永5年（1852年）再建
- 観音堂：明暦元年（1655年）再建 - 文政8年（1825年）再々建
- 本坊
- 駐車場：境内に40台分。無料。

## 文化財
養父市指定文化財
- 宝篋印塔 - 康永2年（1343年）建立
- 満福寺塔
- 『柿本人麻呂像』 一幅（平成26年1月27日指定）- 紙本墨画（軸装）式部卿法眼蛇足十世平潔明筆
- 『不動明王像』 一幅（平成26年1月27日指定）- 絹本着彩（額装）
- 『愛染明王像』 一幅（平成26年1月27日指定）- 絹本着彩（額装）

貴重品
- 『商山四皓図』-障壁画 鈴木百年筆
- 書 一幅 - 満洲国皇弟・愛新覚羅溥傑筆

## 交通アクセス
鉄道
- JR山陰本線・八鹿駅からバスで20分

道路
- 一般道：
- 高速道路：

## 但馬三十三観音霊場
前後の札所
- 第五番・観音寺 - 兵庫県豊岡市日高町観音寺
- 第六番・明禅寺 - 兵庫県豊岡市日高町森山
- 第七番・満福寺 - 兵庫県養父市十二所
- 第八番・神光寺 - 兵庫県養父市上野
- 第九番・泉光寺 - 兵庫県養父市大薮

## 周辺
- 養父神社
- 名草神社
- 観音寺
- 養父市立養父公民館
- とが山自然文化園
- 養父市立大庄屋記念館
- つるぎ丘公園